# Stefan Metz
Stefan Metz, nemški hokejist, * 15. oktober 1951, Kaufbeuren, Nemčija.
Metz je v nemški ligi igral za klub Berliner SC.
Za zahodnonemško reprezentanco je nastopil na enih olimpijskih igrah in več svetovnih prvenstvih. Edino medaljo na velikih tekmovanjih je osvojil na Olimpijskem hokejskem turnirju 1976, ko je bil z reprezentanco bronast. Sprejet je bil tudi v Nemški hokejski hram slavnih.